# Beaucarnea hiriartiae
Beaucarnea hiriartiae är en sparrisväxtart som beskrevs av L.Hern. Beaucarnea hiriartiae ingår i släktet Beaucarnea och familjen sparrisväxter. Inga underarter finns listade i Catalogue of Life.